# Кингсли Коман
Кингсли Коман (на френски: Kingsley Coman) е френски футболист, играещ като атакуващ полузащитник. Играч на арабския Ал-Насър.

## Клубна кариера

### Ранни години
Минава през младежките академии на Сенарт Мойси и Пари Сен Жермен.

### Пари Сен Жермен
Коман е най-младия играч (на 16 г.), който записва мач с основния отбор на тима от Париж. Там така и не успява да се наложи като титуляр и има едва три изиграни мача.

### Ювентус
На 7 юли 2014 г. подписва с италианския Ювентус. Първият си гол за бианконерите отбелязва в приятелски мач срещу сборен отбор на Индонезия. Официалния си дебют в Серия А прави на 30 август 2014 г. в мач от първи кръг срещу Киево.

### Байерн Мюнхен
На 30 август 2015 г. е преотстъпен под наем на Байерн за две години с опция да бъде закупен.

## Успехи
Пари Сен Жермен
- Лига 1: 2012/13, 2013/14
- Купа на Лигата: 2013/14
- Суперкупа на Франция: 2013

 Ювентус
- Серия А: 2014/15
- Купа на Италия: 2014/15
- Суперкупа на Италия: 2015

 Байерн Мюнхен
- Бундеслига: 2015/16, 2016/17
- Купа на Германия: 2015/16,2019/20
- Суперкупа на Германия: 2016,2020
- Шампионска лига: 2019/20
- Суперкупа на Европа: 2020